# الكامل في القراءات والأربعين الزائدة عليها
الكامل في القراءات والأربعين الزائدة عليها مؤلفه هو يوسف بن علي بن جبارة بن محمد بن عقيل، أبو القاسم الهذلي المغربي البسكري الضرير المقرئ النحوي، كان عالما بالقراءات والعربية، قرأ على المشايخ بأصبهان، وطوف البلاد في طلب القراءات، وكانت ولادته سنة ثلاث وأربعمائة، ومات سنة خمس وستين وأربعمائة عن ثلاث وستين سنة.
إن موضوع الكتاب هو القراءات الخمسين التي ضمنها أبو القاسم الهذلي (ت 465هـ) كتابه الكامل في القراءات الخمسين، وهي التي رواها عن تسعة وأربعين رجلا من أئمة قراء: الحجاز، والشام، والعراق، بالإضافة إلى اختياره.
غير أن هناك استدراكات عليه من العلماء في صحة بعض الأسماء، واستدراكات عليه من العلماء في بعض الأسانيد، وأخرى في بعض القراءات، كما أنه ساق بعض الأحاديث الموضوعة والضعيفة، ويذكر الأثر معلقا غير مسند، كما ندر في كتابه التوجيه للقراءات.

## التعريف بمؤلف الكتاب
هو يوسف بن علي بن جبارة بن محمد بن عقيل، أبو القاسم الهذلي المغربي البسكري الضرير المقرئ النحوي، كان عالما بالقراءات والعربية، قرأ على المشايخ بأصبهان، وطوف البلاد في طلب القراءات، وقدم بغداد فقرأ بها على القاضي أبي العلاء محمد بن علي بن يعقوب الواسطي وغيره، وورد نيسابور فحضر دروس أبي القاسم القشيري في النحو، وسمع بأصبهان من الحافظ أبي نعيم أحمد بن عبد الله الأصبهاني، وبنيسابور من أبي بكر أحمد بن منصور بن خلف، وقرره نظام الملك في مدرسته بنيسابور مقرئا سنة ثمان وخمسين وأربعمائة فاستمر بها إلى أن توفي، ومن تصانيفه الكامل في القراءات وغيره، وكانت ولادته سنة ثلاث وأربعمائة، ومات سنة خمس وستين وأربعمائة عن ثلاث وستين سنة.

## التعريف بالكتاب وموضوعه
الكامل في القراءات الخمسين لأبي القاسم يوسف بن علي بن عبادة الهذلي المغربي المتوفى سنة (465 هـ) خمس وستين وأربعمائة، وهو مشتمل على خمسين قراءة، قال: لقيت ثلاثمائة وخمسة وخمسين إماما من أرباب الاختيارات الذين بلغوا رتبتها، أي: السبعة، والعشرة، فذكر فيه العشرة، ثم الخمسين، فإنه رجل سافر من المغرب إلى المشرق وطاف البلاد، وقرأ بغزنة وغيرها، حتى انتهى إلى ما وراء النهر، ولقب كتابه «الكامل» وجمع فيه خمسين قراءة عن الأئمة من ألف وأربعمائة وتسعة وخمسين رواية وطريقا.

## منهجه في الكتاب
- يذكر الأثر تعليقا غير مسند.
- لم يتقيد بدرجة صحة الحديث فيذكر أحاديث ضعيفة.
- لم يتبع منهجية معينة في عرض الأحاديث والآثار؛ حيث يذكر الأحاديث ثم الآثار عن الصحابة والتابعين، ثم يعود فيذكر الأحاديث.
- يذكر الآراء المخصوصة في المسألة، ثم لا يكتفي بذلك بل يتدخل بالتعقب والنقد والتمحيص أو بالتأييد لبعضها.
- جمع أسانيد كل مصر من الأمصار في موضع واحد، ولم يتبع منهج غيره في القراءات من تقسيم القراء إلى السبعة أولا، ثم الثلاثة المتممين للعشرة، ثم الأربعة الشواذ وغيرهم.
- أحيانا لا يبين نوع القراءة ولا الشيوخ الذين قرأ عليهم.[5]

## الاستدراكات على الكتاب
- هناك استدراكات عليه من العلماء في صحة بعض الأسماء.
- هناك استدراكات عليه من العلماء في بعض الأسانيد.
- هناك استدراكات عليه في بعض القراءات.
- ساق بعض الأحاديث الموضوعة والضعيفة.
- يذكر الأثر معلقا غير مسند.
- لم يقتصر في القراءات على الطرق والروايات المتواترة والصحيحة فقط، بل تعدى ذلك إلى كل الروايات ولم يشترط الصحة.
- في كثير من الأسانيد لم يصرح بذكر شيخه.
- أورد القراءات الشاذة ولم ينبه على شذوذها.
- ندرة وجود التوجيه للقراءات.[3]

## نموذج من كتاب الكامل في القراءات
أما التسمية فأجمع قراء الكوفة وقراء مكة وفقهاؤها أنها أول الفاتحة آية، واتفق أصحاب الشافعي على ذلك، وهل هي من أولها قطعًا أو حكمًا؟ فعلى قولين: الأولى أن يكون قطعًا، فأما سائر السور فهل هي من أول كل سورة؟ روي عن ابن عباس أنه قال: من ترك التسمية من أول كل سورة حتى ختم القرآن فقد ترك مائة وثلاث عشرة آية. لم يقل وأربع عشر آية من القرآن؛ لأنها لا تكتب من أول براءة، وهذا لا خلاف أنها جاء بعضها آية، وبعضها نصف آية، وبعضها آية مختلف فيه فقوله: ليس بآية في المشهور من قوله: {الر تِلْكَ آيَاتُ}[سورة يونس، الآية: 1] ولا خلاف على قول أهل الكوفة في {حم}[سورة غافر، الآية: 1] أنها آية، وقوله: (الرَّحْمَنُ) اختلف فيها هل هي آية أو بعض آية عدها الكوفي والشامي آية قوله: {قُلِ ادْعُوا اللَّهَ أَوِ ادْعُوا الرَّحْمَنَ}[سورة الإسراء، الآية: 110]  ليس بآية بلا خلاف، وهكذا قوله: {وَإِنَّهُ بِسْمِ اللَّهِ الرَّحْمَنِ الرَّحِيمِ}[سورة النمل، الآية: 30] في سورة النمل فهو نصف آية، ومع هذا كله الاعتقاد أنها آية في أول الفاتحة، وهل هي من كل سورة آية؟ فعلى قولين: إن قلنا: ليس بآية فلا كلام، وإن قلنا: آية فهل هي مقطوع بها؟ أو من طريق الحكم؟ فعلى قولين: الأول: في غير الفاتحة أنها آية حكمًا، وقال أبو حنيفة ومن تابعه: ليس بآية في كل موضع، ولا يجهر بها في القراءة عنده، وعندنا يجهر، وهكذا في كل سورة، واختلف أصحابه فمنهم من قال: هي آية على حدة، وليست من الفاتحة، ومنهم من قال: كتبت للتبرك وللفصل، وهذا قول مالك أيضًا.